# Homocysteina
Homocysteina, skr. Hcy – organiczny związek chemiczny z grupy aminokwasów.
Jest to aminokwas siarkowy, powstający u człowieka w wyniku demetylacji aminokwasu metioniny, pochodzącej ze spożywanego białka.
Budową cząsteczki przypomina cysteinę, od której różni się obecnością dodatkowej grupy metylenowej (−CH
2−) przed grupą tiolową (−SH).
Prawidłowe wartości mieszczą się w granicach 5–15 µmol/l. Podwyższenie stężenia w osoczu krwi powyżej tej wartości nazywa się hiperhomocysteinemią.